# Simon Vroemen
Simon Vroemen, né le 11 mai 1969 à Delft, est un athlète néerlandais, évoluant sur 3 000 m steeple.
Détenteur du record d'Europe depuis 2002 en 8 min 06 s 91 à Monaco, il est médaille d'argent aux Championnats d'Europe d'athlétisme 2002 à Munich. En 2004, le français Bob Bouabdellah Tahri égale son record.
Puis, après les championnats du monde d'athlétisme 2005, Simon Vroemen renonce à jouer le rôle de lièvre pour la tentative de record du monde de Saif Saaeed Shaheen lors du Mémorial Van Damme pour jouer sa carte personnelle. Il réussit alors un nouveau record d'Europe en 8 min 04 s 95.

## Palmarès
- Championnats d'Europe d'athlétisme
- Médaille d'argent sur 3 000 mètres steeple aux Championnats d'Europe d'athlétisme 2002 à Munich
- Records
  - Record d'Europe du 3 000 m steeple 8 min 06 s 91 en 2002
  - Record d'Europe du 3 000 m steeple 8 min 04 s 95 en 2005